# MechWarrior: Dark Age
MechWarrior: Dark Age — настольный варгейм выпущенный компанией WizKids по вселенной BattleTech. Игра использует систему «Clix».

## Описание
Mechwarrior: Dark Age играется на игровой поверхности 36" x 36". Каждый игрок по очереди отдает своим юнитам «приказы», которые включают в себя перемещение или атаку юнитов противника. При выполнении этих приказов используются измерительная лента (или линейка) и три шестигранных кубика. Так же на игровом поле размещаются масштабные модели рельефа: зданий, рек и озёр, которые влияют на тактику игроков.
Участвующие в сражение юниты представлены масштабными миниатюрами Боевых Мехов, пехоты и техники на Clix-базах (подставках с индикаторами и поворотным механизмом).
Победитель определяется по достижении «условий победы» или по окончании времени игры (в зависимости от сценария игры).
Игру можно было приобрести в бустерных пакетах (аналогично Magic: The Gathering). С августа 2002 по август 2003 года WizKids организовывала сюжетные кампании, в которых игроки могли выиграть юниты, принадлежащие фракциям из сюжетной линии Эпоха Разрушения (англ. Age of Destruction). Эти юниты и предметы — являются уникальными версиями стандартных, но с более высокими характеристикой и специальным значком.
В игре представлено несколько фракций, многие из них связаны между собой альянсами и другими отношениями. Многие фракции из классического BattleTech были введены в игру, также имеется ряд оригинальных фракций. В соответствии с духом вселенной BattleTech, представлено множество наёмных подразделений, называемых Стрелками (англ. Gunslingers).
В 2003 году MechWarrior: Dark Age получила премию Origins Awards за лучшую иллюстрацию 2002 года, лучшую серию научно-фантастических и фэнтези миниатюр 2002 года и «Игру года» 2002.
В 2005 году WizKids обновила MechWarrior: Dark Age. В связи с новой редакцией правил игра была переименована в MechWarrior: Age of Destruction. В начале 2008 года WizKids объявила, что франшиза MechWarrior будет приостановлена. никаких новых объявлений о будущем франшизы не было сделано, кроме нового романа, основанного на франшизе, который должен был выйти 19 ноября 2008 года. 10 ноября 2008 года было сделано объявление о закрытии Wizkids.

## Фракции
Фракции в Mechwarrior: Dark Age обладают специфическими особенностями и талантами, которые позволяют игрокам делать акцент на определённых тактиках, боевых единицах.
В расширение 2005 г. Firepower многие из старых фракций были поглощены более крупными Домами или Кланами. Например, Меченосцы были поглощены домом Дэвион, а грозовые молоты — домом Штайнер. Вместе с введением Клана Волка фракция Стальных Волков «эволюционировала» в свою собственную группу наемников, известную как Охотники на Волков.

### Новые фракции
- Республика Сферы (англ. Republic of the Sphere)
- Нордвинские Горцы, как часть Республики.
- Грозовые Молоты (англ. Stormhammers)
- Ярость Дракона (англ. Dragon’s Fury)
- Меченосцы (англ. Swordsworn)
- Налётчики Бэнсона (англ. Bannson’s Raiders)
- Коты Духа (англ. Spirits Cats)
- Стальные волки (англ. Steel Wolves)
- Охотники на Волков (англ. Wolf Hunters)

### Классические фракции
- Конфедерация Капеллы (англ. Capellan Confederation)
- Лиранский Альянс (англ. Lyran Alliance)
- Федерация Солнц (англ. Federated Suns)
- Клан Волка (англ. Clan Wolf)
- Клан Кота Сверхновой (англ. Clan Nova Cat)
- Клан Нефритового Сокола (англ. Clan Jade Falcon)
- Клан Адских Лошадей (англ. Clan Hell’s Horses)
- Клан Морской Лисы (англ. Clan Sea Fox), также известен как Клан Алмазной Акулы в классическом BattleTech
- Горцы (англ. Highlanders)
- Синдикат Дракона (англ. Draconis Combine)
- Доминион Расалхаг (англ. Rasalhague Dominion), так же известен как Доминион Медведя-Призрака (англ. Ghost Bear Dominion)
- Комстар (англ. Comstar)

## Наборы

### Наборы Dark Age
- Dark Age (fduecn2002) — Оригинальный наборt, реализован в виде стартера и бустеров.
- Fire For Effect (Февраль 2003) — Добавлены: артиллерия, транспорты, наёмники.
- Death From Above (Май 2003) -Добавлены вертолёты (VTOL) и средства ПВО. Республика Сферы и Штормовые молоты введены как игровые фракции.
- Liao Incursion (Сентябрь 2003) — Дом Ляо добавлен в качестве игровой фракции. Введение фракционных особенностей.
- Counterassault (Январь 2004) — Введение положительных модификаторов перегрева.
- Falcon’s Prey (Август 2004) — Последний набор Dark Age. Клан Нефритового Сокола Введён как игровая фракция.

### Наборы Age of Destruction
- Age of Destruction (Январь 2005) — стартовый набор с новой редакцией правил.
- Firepower (Май 2005) — Дом Курита введён в качестве игровой фракции.
- Annihilation (Ноябрь 2005) — Введён Клан Кота Сверхновой в качестве игровой фракции.
- Domination (Январь 2006) — Доминион Расалхаг стал игровой фракцией, так же как и Охотники на Волков. Введена серия Боевых Мехов «Офицерского клуба», а также редкое снаряжение: (конденсатор PPC, система управления огнем Artemis V, охлаждающая капсула, модуль разведки, противоракетная система)
- Vanguard (Май 2006) — Введён новый набор карт оборудования (англ. RISC gear cards) доступный только уникальным Боевым Мехам.
- Wolf Strike (Сентябрь 2006) — Введён Клан Волка в качестве игровой фракции. Представлен новый формат бустеров. Коробка бустера стала содержать: два Боевых Меха, одну бронетехнику, два отделения пехоты, две карты пилотов, две карты оборудования и одну случайную карту, включая новые карты отряда (англ. squadron cards).Последний набор с Боевыми Мехами Офицерского клуба. Кроме того, он был печально известен тем, что имел два меха, которые никогда официально не выпускались WizKids.[4]

### Наборы Battleforce
В 2006 году WizKids выпустили наборы серии Battleforce, которые состояли из фигурок Боевых Мехов, окрашенных в цвета и камуфляж основных игровых фракций. Так же наборы комплектовались картами фракционных пилотов.
- Clan Jade Falcon (Январь 2006) — содержал 6 масштабных фигурок и карты пилотов.
- Republic of the Sphere (Май 2006) — содержал 6 масштабных фигурок и карты пилотов.
- War College (2006) — этот набор был выпущен с целью привлечения новых игроков. Содержит уникальные Боевые Мехи: Atlas и Marauder IIC с картами пилотов, а также игровой коврик, два набора кубиков и 18-дюймовые рулетки.
- Ares 3-Pack (Представлен на GenCon 2006; выпущен в сентябре 2006) — В этом наборе был представлен новый класс Боевых Мехов — Колоссы (англ. Colossus-Class Mechs). Особенностью новых Боевых Мехов стала трёхногая платформа (англ. Tripod).
- Phantom War Battleforce Set (Сентябрь 2006) — Набор связан с видео игрой для Nintendo DS MechAssault: Phantom War. В наборе представлены Боевые Мехи дома Штайнер и Клана Адских лошадей.
- Poseidon (Октябрь 2006) — Содержал модификацию Боевого Меха класса Колосс — Посейдон (англ. Poseidon) и два отряда пехоты, так же включал в себя карты пилотов.